# Meringopus naitor
Meringopus naitor là một loài tò vò trong họ Ichneumonidae.